# Ewa Białołęcka
Ewa Białołęcka (1967. december 14., Elbląg, Lengyelország –) lengyel fantasy író. Eddigi irodalmi karrierje során több, mint egy tucat rövidebb lélegzetvételű kisregényt jelentetett meg. Napjainkban Gdańskban él.

## Művei
1994-ben jelent meg Tkacz Iluzji című kisregénye, majd 1997-ben jelent meg Błękit Maga című műve. 2008-ban jelent meg Wiedźma.com.pl című kisregénye.

## Díjai, elismerései
1994-es regénye a Tkacz Iluzji és az 1997-es Błękit Maga című kisregényei Janusz A. Zajdel-díjat kaptak. Nocny śpiewak című művét jelölték e díjra.

## Fordítás
- Ez a szócikk részben vagy egészben  az   Ewa Białołęcka című angol Wikipédia-szócikk ezen változatának fordításán alapul.  Az eredeti cikk szerkesztőit annak laptörténete sorolja fel. Ez a jelzés csupán a megfogalmazás eredetét és a szerzői jogokat jelzi, nem szolgál a cikkben szereplő információk forrásmegjelöléseként.